# Nagy Ibolya (színművész, 1863–1946)
Nagy Ibolya, Nagy Ibolya Klára Teréz (Szentes, 1863. február 9. – Budapest, Józsefváros, 1946. augusztus 19.) magyar színésznő. A Nemzeti Színház örökös tagja (1923).

## Élete
Nagy Sándor (1836–1919) ügyvédnek, a Szegedi Híradó szerkesztőjének és Koór Flóra színésznő leányaként született, 1863. február 21-én keresztelték. A Színiakadémián tanult, ahol 1884-ben 200 forintos ösztöndíjban részesült. 1884. október 16-án került a Népszínházhoz. 1886. április 29-én vendégként lépett fel a Nemzeti Színházban, a Rang és módban Irma szerepét alakított. 1886. augusztus 16-án az intézmény tagja lett. 
1914-ben vonult nyugdíjba, 1918 szeptemberében újra aktiváltatta magát. Alakított naivákat, majd humoros szerepeket is megformált. A szegedi színház 1883. október 15-ei megnyitóján ő mondta el a prológust. 1923 decemberében lett a Nemzeti Színház örökös tagja. 1924. június 21-én aranygyűrűvel jutalmazták. Halálát agylágyulás okozta.

## Jelentősebb szerepei
- Lidi (Csalódások)
- Mariska (Otthon)
- Vilma (Rosenkranz és Gildenstern)
- Jessica (Velencei kalmár)
- Aurélia (Passe-par-tout)
- Molière: Képzelt beteg – Toinette
- Molière: Tartuffe – Dorine
- Goethe: Faust – Márta
- Szigligeti Ede: Liliomfi – Kamilla; Mariska